# Nawidemak
Nawidemak fue una kandake del reino de Kush que gobernó a principios del siglo I a. C. o del siglo I d. C. en la antigua Nubia, actual Sudán. Se la conoce por el relieve de la pared de su cámara funeraria, así como por una placa de oro. Es posible que también fuera una de las candaces mencionadas en el Nuevo Testamento de la Biblia.

## Biografía
La reina Nawidemak fue gobernante del Reino de Kush, durante el siglo I a. C. o el siglo I d. C. Se la conoce por el relieve mural de su cámara funeraria en Meroe (Beg. N 6), que la muestra con la capa real, el fajín y el cordón con borlas; estos elementos se muestran más comúnmente con los gobernantes masculinos de Kush. Tanto en el nudo de sujeción de su abrigo, como en el cordón, se ve un animal tumbado, que es otro símbolo de la realeza. Este símbolo hace su última aparición en el relieve de Nawidemak, habiéndose utilizado en los diseños del arte kushita desde el siglo III d. C. En el relieve, porta la corona de Osiris en la cabeza.
En la pared norte de la cámara, Nawidemak aparece con una falda larga y los pechos desnudos, lo que simboliza su fertilidad y su condición de madre de otro gobernante. Una tablilla de oro que hace referencia a Nawidemak se incluye en la colección del Museo de Arte Memorial Allen en Oberlin, Ohio.
Nawidemak fue la cuarta en sucesión de mujeres gobernantes de Kush, conocidas como las Kandakes o candaces. En el Nuevo Testamento de la Biblia se menciona a cada una de estas gobernantes sin diferenciación entre ellas, utilizándose el nombre común candace como nombre propio. Basado en la idea de que gobernó durante el siglo I d. C., se cree que Nawidemak es la kandake a la que se hace referencia en el octavo capítulo de los Hechos de los Apóstoles, cuyo tesorero de la reina fue convertido al cristianismo por Felipe el Diácono.